# Joseph Patrick Kennedy II
Joseph Patrick Kennedy II (Boston, 24 settembre 1952) è un politico statunitense, secondogenito di Robert Kennedy ed Ethel Skakel Kennedy e membro della Camera dei Rappresentanti per lo stato del Massachusetts dal 1987 al 1999.

## Biografia
Joseph, chiamato così in onore dello zio defunto Joseph Patrick Kennedy Jr., ebbe un'infanzia piuttosto movimentata a causa del suo carattere ribelle. Fu espulso da molte scuole e per un certo periodo frequentò anche l'Università della California - Berkeley, finché non la abbandonò. Dopo gli studi, aderì ad un programma federale che si occupava di combattere la tubercolosi nella comunità afroamericana della città di San Francisco.
Nell'agosto del 1973, mentre guidava una jeep, ci fu un tragico incidente in cui suo fratello David si fratturò una vertebra e la sua fidanzata Pam Kelley rimase paralizzata permanentemente. Negli anni successivi la famiglia Kennedy pagò tutte le spese necessarie per i trattamenti sanitari di Pam. Dopo l'incidente Joseph tornò a studiare e si laureò.
Nel 1979 fondò la Citizens Energy, un'organizzazione non-profit che si occupa principalmente di fornire olio combustibile alle famiglie meno abbienti.
Nel 1986 fu eletto alla Camera dei Rappresentanti. In queste vesti si occupò principalmente di tematiche sociali, battendosi affinché i lavoratori statunitensi potessero acquistare casa e aprire attività commerciali. Inoltre si interessò della salvaguardia dell'infanzia, proponendo di limitare gli spot televisivi di birra e alcolici fra le ore 19 e le ore 22.
Nel 1998, circa un anno dopo la morte del fratello Michael, Joseph annunciò la sua intenzione di abbandonare la politica e infatti non si candidò per la rielezione. Dopo l'esperienza politica tornò a dirigere la Citizens Energy (che nel frattempo era stata controllata da Michael), impegno che assolve tuttora.

## Matrimoni e figli
Kennedy si è sposato due volte: dalla prima moglie, sposata nel 1979, Sheila Brewster Rauch, figlia di un banchiere, ebbe i due figli gemelli: 
- Joseph Patrick Kennedy III
- Matthew Rauch Kennedy.

Joseph e Sheila divorziarono nel 1991. Successivamente Kennedy chiese all'arcidiocesi di Boston l'annullamento del matrimonio per potersi risposare con la nuova compagna Anne Elizabeth Kelly, ma la Rauch rifiutò l'annullamento e così Kennedy sposò la Kelly con rito civile e non religioso.

## Albero genealogico
|                           |                     |                         | Genitori                 |  |  | Nonni |  |  | Bisnonni           |  |  | Trisnonni       |  |
|                           |                     |                         |                          |  |  |       |  |  | Patrick J. Kennedy |  |  | Patrick Kennedy |  |
|                           |                     |                         |                          |  |  |       |  |  | Patrick J. Kennedy |  |  | Patrick Kennedy |  |
|                           |                     | Bridget Murphy          |                          |  |  |       |  |  | Patrick J. Kennedy |  |  |                 |  |
| Joseph P. Kennedy         |                     |                         |                          |  |  |       |  |  | Patrick J. Kennedy |  |  |                 |  |
|                           |                     | Mary Augusta Hickey     | James Hickey             |  |  |       |  |  |                    |  |  |                 |  |
|                           |                     | Mary Augusta Hickey     | James Hickey             |  |  |       |  |  |                    |  |  |                 |  |
|                           |                     | Mary Augusta Hickey     | Margaret M. Field        |  |  |       |  |  |                    |  |  |                 |  |
| Robert Kennedy            |                     | Mary Augusta Hickey     |                          |  |  |       |  |  |                    |  |  |                 |  |
|                           |                     | John Francis Fitzgerald | Thomas Fitzgerald        |  |  |       |  |  |                    |  |  |                 |  |
|                           |                     | John Francis Fitzgerald | Thomas Fitzgerald        |  |  |       |  |  |                    |  |  |                 |  |
|                           |                     | John Francis Fitzgerald | Rose Anna Cox            |  |  |       |  |  |                    |  |  |                 |  |
| Rose Elizabeth Fitzgerald |                     | John Francis Fitzgerald |                          |  |  |       |  |  |                    |  |  |                 |  |
|                           |                     | Mary Josephine Hannon   | Michael Hannon           |  |  |       |  |  |                    |  |  |                 |  |
|                           |                     | Mary Josephine Hannon   | Michael Hannon           |  |  |       |  |  |                    |  |  |                 |  |
|                           |                     | Mary Josephine Hannon   | Mary Ann Fitzgerald      |  |  |       |  |  |                    |  |  |                 |  |
| Joseph P. Kennedy II      |                     | Mary Josephine Hannon   |                          |  |  |       |  |  |                    |  |  |                 |  |
|                           | James Curtis Skakel | George Skakel           |                          |  |  |       |  |  |                    |  |  |                 |  |
|                           | James Curtis Skakel | George Skakel           |                          |  |  |       |  |  |                    |  |  |                 |  |
|                           | James Curtis Skakel | Sarah Sawyer            |                          |  |  |       |  |  |                    |  |  |                 |  |
| George Skakel             | James Curtis Skakel |                         |                          |  |  |       |  |  |                    |  |  |                 |  |
|                           |                     | Grace Mary Jordan       | German Nicholas Jordan   |  |  |       |  |  |                    |  |  |                 |  |
|                           |                     | Grace Mary Jordan       | German Nicholas Jordan   |  |  |       |  |  |                    |  |  |                 |  |
|                           |                     | Grace Mary Jordan       | Sarah Virginia Hendricks |  |  |       |  |  |                    |  |  |                 |  |
| Ethel Skakel              |                     | Grace Mary Jordan       |                          |  |  |       |  |  |                    |  |  |                 |  |
|                           |                     | Joe Brannack            | …                        |  |  |       |  |  |                    |  |  |                 |  |
|                           |                     | Joe Brannack            | …                        |  |  |       |  |  |                    |  |  |                 |  |
|                           |                     | Joe Brannack            | …                        |  |  |       |  |  |                    |  |  |                 |  |
| Ann Brannack              |                     | Joe Brannack            |                          |  |  |       |  |  |                    |  |  |                 |  |
|                           |                     | Margaret Byrnes         | James Byrnes             |  |  |       |  |  |                    |  |  |                 |  |
|                           |                     | Margaret Byrnes         | James Byrnes             |  |  |       |  |  |                    |  |  |                 |  |
|                           |                     | Margaret Byrnes         | Anne Hughes              |  |  |       |  |  |                    |  |  |                 |  |
|                           |                     | Margaret Byrnes         |                          |  |  |       |  |  |                    |  |  |                 |  |